# أحمد عباس
أحمد عباس العسيري (26 أغسطس 1984 -)، لاعب كرة قدم سعودي .

## بداياته
كانت بداياته مع نادي الأهلي في الفئات السنية وتم تنسيقه بعدها خضع للتجربة في فريق الهلال السعودي ابان اشراف المدرب باكيتا ووقع للهلال لموسم ولم يلعب للفريق الأول إلى مباريات قليلة وفي مطلع موسم 2006 - 2007.

## انتقالاته
نسق من نادي الهلال ووقع للطائي ولعب بشكل أساسي مع الطائي وأصبح من نجوم الفريق ولعب للفريق لمدة موسمين وبعد هبوط الطائي لمصاف أندية الدرجة الأولى كانت عيون أندية النصر والأهلي والإتحاد عليه وبعد مفاوضات وقع للنصر مطلع موسم 2008 - 2009 ولكن تعرض لإصابة أبعدته عن الموسم كاملاً وفي موسم 2009 - 2010 شارك في معسكر إسبانيا ثم عاد لتألق مستوآه وأصبح من أعمدة الفريق.
له 19 هدف على مستوى الناشئينو20 هدف على مستوى الشباب و27 هدف على مستوى الفريق الأول (هلال وطائي) بالإضافة وهدفاه في مرمى الأهلي وفي مرمى الرائد بالدوري والهاترك امام الوصل الأماراتي.

### انتقاله لنادي نجران
وقع مع نادي نجران في عام 2015 بنظام الإعارة بعد استغناء النصر عنه .
عاد بعدها إلى نادي النصر ووقع مخالصة مالية في مع النصر ووقع بعدها مع الفيصلي في عام 2016 و وقع مع نادي القيصومة في فبراير 2018 .

## روابط خارجية
- أحمد عباس على موقع قاعدة بيانات كرة القدم.إي يو (الإنجليزية)
- أحمد عباس على موقع ناشيونال فوتبول تيمز (الإنجليزية)
- أحمد عباس على موقع كووورة